# Макаров, Иван Кузьмич
Ива́н Кузьми́ч Мака́ров (23 марта [4 апреля] 1822[…], Арзамас, Нижегородская губерния или Успенское, Богородский сельсовет — 9 [21] апреля 1897, Санкт-Петербург) — русский живописец, последователь романтического академизма, один из наиболее известных салонных мастеров рубежа николаевской и пореформенной эпох; мастер светского портрета, также работал как церковный декоратор. Академик Императорской Академии художеств (с 1855).

## Биография
Родился в Арзамасе (в некоторых источниках — в селе Успенское Нижегородской губернии), сын Кузьмы Макарова, в бытность его отца был учеником в тамошней художественной школе Александра Ступина.
Окончив курс уездного училища в Саранске, он изучал искусство под руководством отца, в содержимой им рисовальной школе, и вскоре сделался отцовским помощником в работах по церковной живописи.
Рисунки, эскизы и этюды, присланные молодым Иваном Кузьмичём Макаровым в Императорскую Академию художеств вместе с работами других учеников саранской школы, обратил на него особенное внимание академический Совет, наградивший его за работы званием неклассного художника.
В 1844 году Иван Кузьмич переехал в Санкт-Петербург и стал посещать классы Академии художеств. Занимаясь в течение двух лет под руководством профессора А. Т. Маркова, Иван Кузьмич Макаров в конце академического курса избрал для себя специальностью портретную живопись, которая быстро доставила ему известность в петербургской публике.
В 1853 году отправился в чужие края, посетил Берлин, Дрезден, Мюнхен, Венецию, Болонью и более полутора лет провёл в Риме.
По возвращении в Санкт-Петербург был признан академиком (1855).
Многочисленные портреты, вышедшие из-под кисти Ивана Макарова, отличаются приятным колоритом и щёгольским приёмом письма, но не строги в отношении рисунка; они особенно удавались ему, когда дело шло об изображении молодых дам и детей. В 1859 году написал портрет будущей революционерки Софьи Перовской с сестрой.
Кроме портретов написал немало икон для церквей и других религиозных картин, из которых можно указать на «Нерукотворенный образ Спасителя» (1855) и «Христа, благословляющего Царское Семейство» (в Александровском дворце, в Царском Селе).
Произведения И. К. Макарова находятся в основных публичных собраниях России: Третьяковской галерее, Русском музее, музее Российской Академии художеств, Мордовском республиканском музее изобразительных искусств им. С. Д. Эрьзи в Саранске, Пензенской областной картинной галерее имени К. А. Савицкого и других.

## Галерея
- Портрет цесаревны Марии Александровны в платье à la russe. Не позднее 1855
- Портрет Н. Н. Гончаровой. 1849
- Портрет Анны Алекссевны Андро (1851)
- Портрет Е. Ф. Тютчевой. 1850-е годы
- Портрет баронессы Софьи Николаевны Стааль фон Гольштейн. 1859
- Портрет Е. А. Трегубовой. 1869
- Портрет генерала Е. П. Самсонова. 1869
- Портрет Н. Д. Хвощинской. 1866
- Портрет Марии Григорьевны Раевской, жены М. Н. Раевского. 1870-1880-е
- Портрет неизвестной девушки. 1885
- Портрет сестёр Араповых.